# Peter Wright (dartsjátékos)
Peter Wright (Livingston, 1970. március 10. –) kétszeres világbajnok skót dartsjátékos. 1995-től 2004-ig a British Darts Organisation (BDO), majd 2004-től a Professional Darts Corporation (PDC) tagja.
Különös ismertetőjegye a „mohikán” stílusú hajviselete, amelynek színét rendszeresen változtatja mesterfodrász felesége segítségével. Beceneve kedvenc italának nevéből származik ("Snakebite", magyarul Kígyómarás). Jelenleg az angliai Mendhamben él, és bár nagyrészt Angliában nevelkedett, mégis szülőhazája, Skócia színeiben versenyez. 2017-ben győzelmet aratott a UK Open döntőjében, 11–6-ra győzte le a walesi Gerwyn Price-t. 2019-ben Gary Andersonnal megnyerték a csapat-világbajnokságot, a World Cup of Dartsot. 2020-ban felért a sportág csúcsára, amikor 7–3-ra legyőzte a holland Michael van Gerwent, megnyerve ezzel a világbajnokságot. Második világbajnoki címét 2022-ben szerezte, a döntőben Michael Smith ellen 7–5 arányban győzve. 2023 novemberéig összesen 8 major tornagyőzelemmel rendelkezik, és egy alkalommal sikerült tévés kilencnyilas leget dobnia.

## BDO
Komolyabb versenyen először az 1995-ös BDO-dartsvilágbajnokság keretében indult, ahol az első körben 3–1-s szettarányú vereséget szenvedett az akkori világbajnok Richie Burnett-tel szemben. Az ezt követő tíz évben főleg helyi angliai ligákban játszott. Később felesége unszolására folytatta a profi karrierjét, miután együtt nézték a televízióban a Grand Slam of Darts bajnokságot, és Wright megjegyezte, hogy korábban legyőzött több versenyzőt is, akik elindultak ezen a versenyen.

## PDC
Wright első nagy tornája a PDC-ben a 2005-ös UK Open volt. Itt a harmadik körig jutott, ahol Dave Smith ellen szenvedett vereséget 5–4 arányban. 2008-ig nem vett részt a szervezet összes versenyén, mindössze 1200 font nyereménye volt ebben az évben.

### 2009–2010
2009 egy sokkal sikeresebb évnek bizonyult a számára, ahol a Las Vegas Desert Classic keretében bemutatkozott egy televíziós tornán is, bár kiesett az első körben, miután kikapott Colin Lloydtól 6–3 arányban. A 2009-es PDC Pro Touron nyújtott jó teljesítményének köszönhetően (egy elődöntős szerepléssel a Las Vegas Players Championshipen) kvalifikálta magát a 2009-es World Matchplayre. Itt Terry Jenkinsszel játszott az első fordulóban, azonban kikapott 10–4 arányban. A Players Championship tornákon elért további negyeddöntős és elődöntős eredményeinek köszönhetően ez évben részt vehetett az első profi világbajnokságán, a PDC-dartsvilágbajnokságon. Az első körben esett ki, miután 3–1 szettarányú vereséget szenvedett Michael van Gerwentől.
2010-ben először szerepelt a Players Championship Finalsben, ahol az első körben búcsúztatta Wes Newton 6–2 arányban. Ez év áprilisában sikerült először döntőbe jutnia egy PDC-eseményen, méghozzá a hatodik UK Open kvalifikációs tornán, ahol végül 6–2 arányban kikapott Phil Taylortól. A UK Openen a harmadik körig jutott, ahol 9–7-re kapott ki William O’Connortól.

### 2011-es szezon
Wright először 2011-ben nyert mérkőzést a világbajnokságon, miután 3–1 arányban legyőzte Co Stompét, majd Paul Nicholsont is. A harmadik körben Phil Taylorral találkozott, akivel szemben 4–1 arányú vereséget szenvedett 96,56-os körátlagos teljesítmény mellett. Jól szerepelt a UK Openen, ahol a 16 közé jutott, majd végül Mark Hylton ellen búcsúzott. Ez évben második alkalommal vett részt a World Matchplayen, ahol Simon Whitlocktól szenvedett 10–7 arányú vereséget az első körben. Első nagy versenyen elért negyeddöntős eredménye az ez évi Európa-bajnokság volt, ahol legyőzte John Partot, majd Gary Andersont is, végül pedig ismét Whithlock ellen esett ki 10–6 arányban. Wright jó teljesítménye folytatódott, döntőig jutott az ez évi 18. Players Championship fordulóban, ahol Anderson ellen szenvedett vereséget 6–2 arányban. A Players Championship Finalsban az első körben győzött Denis Ovens ellen 6–4-re, de a második körben kikapott 8–6 arányban Wes Newtontól.

### 2012-es szezon
Wright nem tudta megismételni a 2011-es sikereit a 2012-es világbajnokságon. 3–1 arányban már az első körben kikapott a holland Jelle Klaasentől, miután 11 egymást követő duplát hibázott el a mérkőzés első két szettjében. Wright képviselhette Skóciát Gary Andersonnal együtt a 2012-es PDC World Cup of Dartson, ahol a második körben estek ki Dél-Afrika csapata ellen úgynevezett „hirtelen halál” legben. Az ez évi UK Openen Wright a legjobb 16 közé jutott, miután legyőzte Andy Brownt, és két korábbi világbajnokot, John Partot valamint Richie Burnett-tet. A 16 között Raymond van Barneveldel találkozott. Már 8–6 arányban vezetett, és egy 138-as kiszállóra volt attól, hogy bejusson a negyeddöntőbe, és először győzedelmeskedjen a holland felett, azonban ekkor hibázott. Tripla 20-at dobott az első nyilával, ezt követően szimpla 18-at, így 60 maradt a harmadik nyila előtt. Amennyiben szimpla 20-at dobott volna az utolsó nyilával, egynyilas dupla kiszálló maradt volna a következő dobásra, azonban Wright véletlenül ismét tripla 20-at dobott, ezzel pedig besokallt; a mérkőzést pedig elveszítette 9–8-ra.
Az első PDC ranglistás címét 2012 októberében szerezte meg, amikor megnyerte az az évi 15. Players Championship fordulót, amelyet az írországi Killarney-ben rendeztek meg. A döntőben honfitársát, Robert Thorntont győzte le 6–1-re, 107-es körátlaggal. A 2012-es évi 33 ProTour eseményt követően a 17. helyezést szerezte meg a világranglistán, így mivel a legjobb 32 versenyző között szerepelt, kvalifikálta magát a Players Championship Finalsre. Itt legyőzte Colin Lloydot és Wayne Jonest, majd kikapott Kim Huybrechtstől 10–6-ra a negyeddöntőben.

### 2013-as szezon
A 2013-as világbajnokságon az első körben legyőzte Arron Monkot, a második körben pedig a torna egyik legnagyobb esélyesének tartott Michael van Gerwennel találkozott, akiről Wright a meccs előtt úgy nyilatkozott, hogy szerinte „nem elég jó”. Wright megnyerte az első két szettet, majd ezt követően van Gerwen 14 legből 12-t megnyert, így győzedelmeskedett 4–2-re. Az év első felében a nyolc UK Open selejtezőn két alkalommal a negyeddöntőig, három alkalommal pedig elődöntőig jutott. A UK Openen először ért el PDC-nagytornán elődöntőt. Impresszív győzelmeket aratott például Gaz Cousins (9–4) felett, az akkori BDO-ranglistavezető Stephen Bunting (9–2), Steve West (9–4), illetve Adrian Lewis (10–6) ellen. Az elődöntőben Phil Taylorral találkozott, aki 10–5-re győzte le. Az ötödik Players Championship fordulón megszerezte második ranglistás győzelmét. A negyeddöntőben egy kirívóan magas, 118,66-os körátlaggal verte meg Gary Andersont 6–0-ra, mindössze 10 perc leforgása alatt. Az elődöntőben Kevin Paintert győzte le 6–3-ra, majd Wes Newtont 6–1-re a döntőben. Colin Lloydtól 6–4-re kikapott a European Championship első körében, Michael van Gerwentől pedig a World Matchplay második körében. Ezt követően döntőbe jutott a German Darts Championshipen, de ott Dave Chisnalltól kikapott 6–2 arányban. Szintén Chisnall győzte le az évi hetedik Players Championship forduló döntőjében, miután Wright kiejtette van Gerwent 6–2 arányban az elődöntőben. A Players Championship sorozat tizedik rendezvényén Wright ismét döntőbe jutott, de ez alkalommal Raymond van Barneveldtől szenvedett 6–3 arányú vereséget. A World Grand Prix-n kikapott az első körben 2–0-s szettarányban Wes Newtontól, de a tornát követően első alkalommal került be a világ 16 legjobb játékosa közé, ezzel első alkalommal kapott meghívást a Mastersre, amely kifejezetten a legjobb 16 játékos számára rendezett torna. Ott rögtön az első fordulóban kikapott 6–2-re Michael van Gerwentől.

### 2014-es szezon
A 2014-es világbajnokságon az addigi legjobb szereplését produkálta. A harmadik körben az angol Michael Smithszel találkozott, aki az azt megelőző körben meglepetésre búcsúztatta Phil Taylort. Wright az addigi legmagasabb televíziós körátlagát (105,07) dobta a meccs során. 3–2-s szettaránynál még hátrányban volt, azonban ezt követően 7 legből 6-ot megnyerve karrierje során először sikerült bekerülnie a negyeddöntőbe. Ott Wes Newtonnal találkozott, aki ellen 2–0-ra vezetett, de végül mégis döntő szettig folytatódott a mérkőzés. Wright kihagyott négy meccsnyilat is 2–0-s vezetésnél, de végül egy 121-es kiszállóval az elődöntőbe jutott. Az elődöntőben Simon Whitlock volt az ellenfele, aki ellen végig magabiztos vezetéssel végül 6–2-re győzött, ismét 100 fölötti átlagot produkálva. A döntőben Michael van Gerwennel találkozott, aki ellen Wright az első 14 legből 12-t elveszített, azonban ezt követően két szettet megnyert, és mindössze egy kihagyott nyíl választotta el a 4–3-ra történő felzárkózástól. A szettet azonban van Gerwen nyerte, aki ezután 6–2-re növelte az előnyét. Wrightnak sikerült ismét megnyernie két szettet, majd a 11. szettben két nagy lehetőséget is kihagyott, végül van Gerwen 7–4-re diadalmaskodott. Wright második helyezéssel járó 100 ezer fontos nyereménye karrierjének addigi legnagyobb összegű pénzdíja volt, amelynek köszönhetően a világbajnokság után a PDC világranglistájának hetedik helyére lépett fel. A 2014 januári PDC Annual Awardon a legtöbbet fejlődő játékosává, és a PDPA év játékosának is jelölték.
Eredményeinek köszönhetően első alkalommal kapott meghívást a Premier League of Dartsba, amelyet meggyőző teljesítménnyel kezdett egy Phil Taylor (7–4), egy Adrian Lewis (7–1), és egy Simon Whitlock (7–3) elleni győzelemmel. Ezzel a teljesítménnyel a negyedik és a hatodik hét között a tábla első helyén tartózkodott. Annak ellenére, hogy ezt követően egyhuzamban három vereséget szenvedett, a 13. hétig play-off helyen szerepelt. Ekkor Phil Taylorral találkozott, akivel a 6–6-os döntetlent játszott, így még mindig maradt esélye a legjobb négybe kerülésre. A 14. héten a többi játékos eredménye miatt már mire a tábla elé került, biztos volt, hogy ötödik helyen végez; végül egy 7–5-ös van Gerwen elleni vereséggel zárta a ligát.
Wright a harmadik ranglistás címét szerezte meg a kilencedik Players Championship állomáson, miután a döntőben legyőzte Justin Pipeot 6–2-re. A Dubai Duty Free Darts Mastersen legyőzte Taylort 10–5-re, Chisnallt 11–8-ra, ezzel pedig bekerült a döntőbe. Ott Michael van Gerwen diadalmaskodott 11–7-re a skót ellen. Abban az évben Wright másodszor szerepelt a World Cup of Dartson, ezúttal Robert Thorntonnal együtt. A negyeddöntőig jutottak, ahol a Brendan Dolannal és Mickey Mansellel felálló északírekkel kerültek össze. Wright elveszítette az egyéni mérkőzését Dolan ellen, de Thorntonnak sikerült megvernie Mansellt, így a páros játék döntött a mérkőzés kimeneteléről, amelyet a skótok elveszítettek 4-1 arányban. A European Darts Openen Wright 111,29-es átlaggal, 6–1 arányban győzött Michael Smith ellen, amellyel bekerült a döntőbe. Ott Simon Whitlockot verte meg 6–2-re, amellyel megszerezte az első European Tour-címét. A évi utolsó Players Championship fordulón szintén döntőbe jutott, azonban végül kikapott 6–5-re Gary Andersontól.

### 2015-ös szezon
A 2015-ös világbajnokságon különösebb nehézség nélkül jutott a negyeddöntőbe, ugyanis az első három meccsén mindössze egyetlen szettet veszített el. A negyeddöntőben azonban a későbbi világbajnok, Gary Anderson búcsúztatta 5–1 arányban. A UK Openen első alkalommal győzte le Raymond van Barneveldet, meggyőző 9–1-s arányban. Ezt követően a negyeddöntőben Phil Taylorral találkozott, aki felett sikerült 5–4-es hátrányból 9–6 arányban nyernie; ez a győzelem annyira meghatotta Wrightot, hogy a meccset követő interjúban elsírta magát. Az elődöntőben elsöprő, 10–0-s győzelmet aratott Stephen Bunting felett, az átlaga pedig több, mint 20 ponttal volt magasabb ellenfelénél. A döntőben azonban Michael van Gerwen már túl erős ellenfélnek bizonyult a számára, és 11–5 arányú vereséget szenvedett a hollandtól. Egy héttel később Wright az az évi második Players Championshipen döntőbe jutott, de ott 6–5-re kikapott James Wadetől. A Premier League-ben ez évben az első két meccsét elveszítette, majd öt hétig veretlen maradt. Ebből a sorozatból négy mérkőzés döntetlen volt, így a kilencedik héten Wrightnak arra lett volna szüksége, hogy legyőzze Adrian Lewist. Ez azonban nem sikerült, az angol 7–4-es győzelmet aratott, így Wright ezúttal nem jutott be a legjobb nyolc közé a sorozatban. A hetedik Players Championship forduló bravúrosan sikerült Wright számára, ugyanis nem csak itt sikerült először 9 nyilas kiszállót dobnia, de meg is nyerte a tornát, miután a döntőben legyőzte James Wade-et, 110,14-es átlagot produkálva. A tizenkettedik Players Championshipet szintén Wright nyerte, ezúttal Jelle Klaasen felett diadalmaskodott a döntőben 6–1-re. A 2015-ös World Cup of Dartson ismét Wright indulhatott, ezúttal Gary Andersonnal párban. Az elődöntőben sikerült legyőzniük a Michael van Gerwenből és Raymond van Barneveldből álló holland duót, ezzel Skócia először jutott a kupa döntőjébe. Ott a Phil Taylor és Adrian Lewis alkotta angol kettőssel találkoztak. Wright sikere Lewis ellen győzelmet jelentett volna, azonban ez nem sikerül, ezúttal az angol bizonyult jobbnak 4–1 arányban. Az először megrendezett Japan Darts Mastersen  döntőbe jutott, miután kiejtette Michael van Gerwent az elődöntőben 8–7 arányban, egy 141-s kiszállóval. Végül a döntőben 7–2 arányú vereséget szenvedett Phil Taylortól, amellyel így már a negyedik televíziós döntőjét veszítette el.
A World Matchplay-en megjavította az addigi legmagasabb televízióban közvetített átlagát 108,13-ra, amikor Kim Huybrechtset búcsúztatta az első körben. Ezt követően könnyű győzelmet aratott Andrew Gilding és Gerwyn Price felett, így első alkalommal jutott az esemény elődöntőjébe; ott azonban kikapott 17–12-re Michael van Gerwentől. A tizenötödik Players Championshipen ismét döntőbe jutott, ezúttal azonban kikapott Terry Jenkinstől 6–4 arányban. A European Darts Grand Prix-n szintén döntős volt, ahol Kim Huybrechtsel találkozott. 5–2-s vezetést követően 4 egymást követő leget elveszített, majd egy meccsnyíl kihagyása után végül 6–5 arányban vereséget szenvedett. A Coventryben rendezett Players Championship állomáson a döntőben győzni tudott Benito van de Pas ellen 6–5 arányban, ezzel ebben az évben már a harmadik Players Championship címét vihette haza. Az Európa-bajnokságon az elődöntőben Michael van Gerwennel találkozott, aki ellen elveszítette az első 5 leget. Ezt követően 8–7-re sikerült felzárkóznia, azonban két szimpla dobást is elhibázott, majd végül a hollandnak sikerült nyernie 11–7-re. A páros nem sokkal később ismét szembekerült egymással az első World Series of Darts Finals döntőjében. Wright elveszítette az első négy leget, majd mégis fordított 5–4-re. 10–9-es állásnál egyetlen legre volt a cím megszerzésétől, azonban ezt követően a holland egy 129-es kiszállót produkált. A döntő legben Wright nem tudott kiszállni 121-ről, van Gerwen viszont 11 nyíllal lezárta a mérkőzést. Ezzel Wrightnak ismét nem sikerült az első televízióban közvetített tornagyőzelem.

### 2016-os szezon
A 2016-os világbajnokságon az első két kört veszített szett nélkül teljesítette. A harmadik körben Dave Chisnallal találkozott, ahol bár az angolnak meccsnyila is volt, végül a skót diadalmaskodott. A negyeddöntőben Adrian Lewis volt az ellenfele; Wright a meccsen dobhatott azért, hogy 4–3-ra csökkentse a hátrányát, de végül ezt kihagyva 5–3 arányban Lewis győzött. Ebben az évben az előző évhez hasonlóan bejutott a UK Open döntőjébe, ahol ismét Michael van Gerwen volt az ellenfele. 5–3-ig tartotta a lépést a hollanddal, és az egyik legben mindössze egy nyíl választotta el a kilencnyilas kiszállótól, de végül mégis Van Gerwen győzött 11–4 arányban. Egy héttel később megnyerte az évi első Players Championship fordulót, miután 5–3-s hátrányból sikerült 6–5-re megfordítania a mérkőzést Adrian Lewis ellen. Március végén Wright bejutott a German Darts Masters döntőjébe, ahol ismét van Gerwen akadályozta meg a cím elnyerésében egy 6–4 arányú győzelemmel.
A Premier League-ben Wright az első három meccsét megnyerte, amellyel egy ideig a tábla elején is tartózkodott. Ezt követően azonban több héten keresztül nem sikerült nyernie, bár a kezdeti sikerek elegendőnek bizonyultak arra, hogy a nyolc közé jusson. A 15. héten még mindig volt esélye, hogy a legjobb négy közé jusson. A rotterdami fordulón Raymond van Barneveldel találkozott, akivel döntetlent játszott. Mivel azonban Adrian Lewis 7–2 arányban legyőzte Gary Andersont, így ő jutott be negyedikként, és Wright így az 5. helyen zárt.
Egy, a szociális médiában kialakult nézeteltérés miatt Wright visszalépett a World Cup of Dartson való szerepléstől, így Skóciát Gary Anderson mellett Robert Thornton képviselte ebben az évben. A World Matchplayen tért vissza a major tornás küzdelmekbe, ahol a negyeddöntőig jutott egy Joe Cullen (10–5) és egy Ian White (11–6) felett aratott győzelemmel. Ezt követően szoros mérkőzésen kikapott Adrian Lewistól (14–16). A European Darts Openen Wright döntőbe jutott, ahol van Gerwentől szenvedett vereséget (6–5), majd a páros harmadszorra is találkozott ebben az évben egy European Tour állomás döntőjében, ezúttal a European Darts Grand Prix-n. A holland világelső diadalmaskodott ismét kettőjük párharcában, ezúttal 6–2 arányban. Wright rögtön az első körben kiesett Brendan Dolan ellen a World Grand Prix-n, viszont elődöntőbe jutott a European Championshipen, ahol Mensur Suljovic állította meg, az osztrák 11–8 arányban győzött kettejük találkozóján.
Wright bejutott a World Series of Darts Finals elődöntőjébe, ahol Phil Taylor 10–8-as vezetésnél 7 meccsnyilat is elszalasztott a skót ellen, majd végül az előző évhez hasonlóan Wrightnak sikerült a torna döntőjébe jutnia. Ott ismét Michael van Gerwennel találkozott, aki 10–6-ról felengedte Wright-ot 10–9-re, de ezt követően a holland világbajnok mégiscsak diadalmaskodni tudott (11–9). A Grand Slam of Dartson ismét legyőzte Phil Taylort, ezúttal 16–10 arányban, miközben a meccs során az egyik legben mindössze egy nyilat tévesztett a kilencnyilas kiszállóhoz. Az elődöntőben ismét kikapott Michael van Gerwentől, immáron zsinórban a 16. alkalommal. A Players Championship Finalsen Dave Chisnall állította meg a skótot az elődöntőben, 11–8-ra győzve le ellenfelét.

### 2017-es szezon: az első major torna győzelem
Wright jól kezdte a 2017-es világbajnokságot, ahol mind az első három meccsén 100 feletti átlagot produkált. Ezt a sorozatát folytatta a James Wade elleni negyeddöntőben is, ahol 104,79-es körátlagot ért el. Egy 134-es kiszállóval fejezte be a mérkőzést angol ellenfele ellen, amivel a végeredmény 5–3 lett. Az elődöntőben honfitársával, Gary Andersonnal mérkőzött meg. Anderson 3–1-s vezetését követően még sikerült 3–3-ra szépítenie az eredményt, azonban az utolsó 10 legből 9-et elvesztett, ezzel pedig 6–3 arányban az elődöntőben búcsúzott a világbajnokságtól. A világbajnokságon nyújtott teljesítményének köszönhetően a 3. helyre lépett fel a világranglistán, amely az addigi legjobb eredményének számított.
Adrian Lewis 6–4 arányú legyőzésével megnyerte az első UK Open Qualifyert, majd a harmadikat is, ahol Michael Smith felett diadalmaskodott 6–5-re. Az utolsó, hatodik kvalifikációs versenyen ismét sikerült győznie, ezúttal James Wade ellen (6–3), ezzel pedig az UK Open Ranking első helyére került.
Wright elérte a második legmagasabb televízióban közvetített első három nyilas átlagot (119,50) az Adrian Lewis elleni Premier League találkozón. Ugyanazon hétvégén rendezték meg a UK Opent, amit a bukmékerek első számú favoritjaként várhatott egyrészt a remek formája miatt, illetve amiért a világelső van Gerwen sérülés miatt kénytelen volt kihagyni a tornát. A torna első két napján kiejtette James Richardsont, Dave Chisnallt és Rob Crosst. A negyeddöntőben legyőzte Raymond van Barneveldet 10–8 arányban (110,88-as átlaggal), az elődöntőben pedig Daryl Gurney felett diadalmaskodott egy meggyőző 11–5-ös eredménnyel. Ezzel Wright zsinórban harmadszorra került a torna döntőjébe, ahol ezúttal Gerwyn Priceszal találkozott. Már a mérkőzés elején 7–2-s vezetést szerzett, végül 11–6-ra sikerült megnyernie a döntőt. Ezzel Wrightnak először sikerült major tornát nyernie pályafutása során.
Ezt követően megnyerte a German Darts Championshipet van Gerwen 6–3-s legyőzésével. Ez volt az első döntőben elért sikere a holland világelső ellen, miután már 10 alkalommal veszített ellene. Ezt követően a German Darts Opent is sikerült megnyernie Benito van de Pas 6–5 arányú legyőzésével, amikor is 121-ről sikerült kiszállnia a döntő legben, miközben ellenfele már 7 ponton várakozott utolsó dobására. A European Darts Grand Prix döntőjében 6–0-ra győzte le van Gerwent, ezzel pedig már a hatodik Europen Tour-győzelmét szerezte meg.
A Premier League-ben mindössze egy ponttal maradt le Michael van Gerwen mögött attól, hogy elsőként kerüljön be a négyes döntőbe, ezzel életében először került be a torna négyes döntőjébe. Az elődöntőben Phil Taylorral találkozott, ahol 4–0-val kezdte a találkozót. Taylor rossz kiszállózásának köszönhetően végül Wright-nak sikerült 10–9-es győzelmet aratnia az angol világbajnok ellen. A döntőben van Gerwennel találkozott, aki ellen 7–2-re is vezetett, azonban a holland gyorsan egyenlített 8–8-ra. Wrightnak ezt követően ismét sikerült előnybe kerülnie. 10–9-es vezetésnél kilenc nyíl után már 32 ponton állt, azonban 6 meccsnyilat sem sikerült értékesítenie, míg végül a holland tudott egyenlíteni, 10–10. Az utolsó legben még mindig Wright kezdhetett a győzelemért, azonban Van Gerwen egy 12-nyilas leggel brékelt, és megnyerte a mérkőzést 11–10-re.
Két nappal a döntő után Wrightnak sikerült megnyernie a 11. Players Championship fordulót Daryl Gurney 6–3-s legyőzésével. Ebben az évben ismét elindult Gary Andersonnal a World Cup of Dartson, azonban meglepetésre már az első körben búcsúztak egy 5–2-s, Szingapúr ellen elszenvedett vereség után.
A World Matchplayen döntőbe jutott, ott Phil Taylortól szenvedett vereséget, majd a Grand Slam of Dartson ismét sikerült kiharcolnia a fináléba jutást, de ezúttal is kikapott Michael van Gerwentől. A German Darts Masterst Phil Taylor 11–4 arányú legyőzésével nyerte meg, ezzel megszerezte első World Series of Darts-győzelmét.

### 2018-as szezon

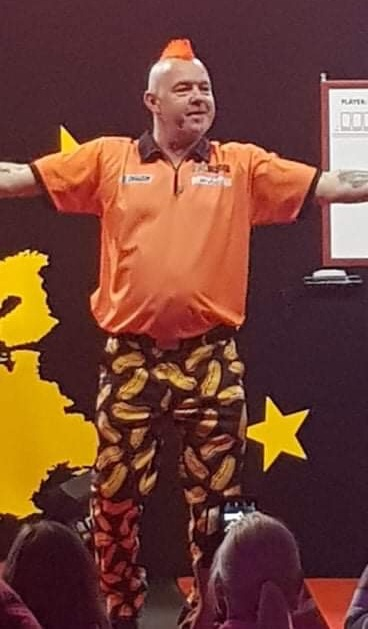
Wright Hollandiában, 2018-ban

Wrightnak nem sikerült jól a 2018-as világbajnokság, ahol már a második körben 4–1-s vereséget szenvedett Jamie Lewis ellen, aki élete legjobb átlagát dobta a mérkőzésen. A UK Open során nem sikerült a címvédés, miután meglepetésre már a harmadik körben búcsúzott Nathan Rafferty ellen. A Premier League-sorozatban sem sikerült a négyes döntőbe kvalifikálnia magát, 7. helyen zárt. A World Cup of Dartson ismét Gary Andersonnal indult, ahol döntőbe is jutott a páros, ott azonban  a Michael van Gerwenből és Raymond van Barneveldből álló holland duó ellen 3–1-es vereséget szenvedtek.
A World Cup of Dartsot követően Wrigthnak ebben az évben sikerült bejutnia a World Matchplay elődöntőjébe, azonban ez alkalommal 17–13 arányú vereséget szenvedett Mensur Suljovićtól. A Melbourne Darts Mastersen sikerült győznie egy 11–8-as Michael Smith elleni sikerrel. Bejutott a World Grand Prix döntőjébe is, miután Mensur Suljović ellen 0–3-ról 4–3-ra fordította és nyerte meg a mérkőzésüket. A döntőben újabb vereséget szenvedett van Gerwentől (5–2). A Champions League of Darts versenyén Gary Anderson győzte le a döntőben.

### 2019-es szezon: World Cup of Darts (csapatvilágbajnokság) győzelem
Az előző évi gyenge szereplés után ismét korán búcsúzott a világbajnokságtól, miután nagy meglepetésre már az első mérkőzésén, a világbajnokság második körében vereséget szenvedett a spanyol Toni Alcinastól. A UK Openen ismét nem sikerült a döntő közelébe sem jutnia, a negyedik körben az osztrák Mensur Suljović búcsúztatta. A Premier League szintén nem sikerült legjobban a skótnak, csak a 8. helyet sikerült megszereznie az ezúttal 9 játékosból álló tornán. Mindössze Raymond van Barneveldet és a beugró Steve Lennont sikerült legyőznie a torna során. A World Cup of Dartson ismét Gary Andersonnal együtt indult Skócia színeiben. Ebben az évben is sikerült a döntőig jutniuk, ahol ezúttal Írországgal találkoztak. Két sikertelen World Cup of Darts-döntő után a páros ezúttal 3–1-s győzelmet aratott, amelyben nagy szerepe volt annak, hogy Wright a döntőben mindkét egyéni meccsét megnyerte.
Ebben az évben ismét megnyerte a German Darts Masterst Gabriel Clemens döntőben való legyőzésével. Az évi 19. Players Championship fordulón a Krzysztof Ratajski ellen megnyert 6–0-s meccsén 123,5-ös körátlagot dobott, megdöntve ezzel a valahova volt legmagasabb televízióban közvetített körátlag rekordját. A Champions League of Dartson is döntőbe jutott, ahol van Gerwennel találkozott. Wright a 11 nyert legig tartó küzdelem során már 10–7-re vezetett, amikor azonban három meccsnyilat is elrontott. Ezt követően a játéka szétesett, és végül a holland képes volt meg tudta fordítani a találkozót. A Grand Slam of Darts-on Wright ismét döntőbe jutott, azonban Gerwyn Price lehengerlő játékkal fölényeskedett.

### 2020-as szezon: az első világbajnoki cím, Masters és Európa-bajnokság győzelem
A 2020-as PDC-dartsvilágbajnokság döcögősen indult Wright számára, ugyanis az első mérkőzésen a fülöp-szigeteki Noel Malicdemmel „hirtelen halál” legig tartó mérkőzést vívtak, amely során Malicdemnek egy meccsnyila is volt ahhoz, hogy kiejtse a 7. helyen kiemelt skótot. Wright azonban végül megnyerte az utolsó leget és továbbjutott. A következő körben a japán Aszada Szeigóval találkozott, akit 4–2-re legyőzött. A legjobb 16 között Jeffrey de Zwaannal találkozott, aki 3–0-s Wright-vezetést követően egyenlített 3–3-ra, döntő szettre kényszerítve ezzel a skótot, aki végül is megnyerte a mérkőzést. A következő körben Luke Humpries volt az ellenfél, aki ellen kiemelkedőnek mondható 105,86-os átlaggal győzött, ezzel 2017 után először került be a világbajnokság elődöntőjébe. Ott Gerwyn Price volt Wright ellenfele, aki ellen magabiztos 6–3-s győzelmet aratott. A döntőben Michael van Gerwennel találkozott a skót, akit Wrightnak életében először sikerült legyőznie egy major torna döntőjében (7–3), ezzel megnyerve a világbajnokságot. A győzelemmel járó 500 ezer fontos nyereménynek köszönhető a világranglista 7. helyéről a 2. helyre lépett fel.
Wright február 2-án megnyerte a világbajnokság utáni első rangos PDC-versenyt, a Ladbrokes Masterst. A döntőben Michael Smitht győzte le 10–11 arányban, miután az angol játékos három meccsnyilat is elhibázott ellene. Wright lett az első, akinek a verseny története során 10–0-s győzelmet sikerült elérnie (Dave Chisnall ellen a negyeddöntőben). Augusztus 29-én, karrierje során először sikerült televíziós kilencnyilas leget dobnia. A Premier League 11. állomásán érte ezt el a Daryl Gurney elleni mérkőzésén. Szeptember végén a a World Series of Darts Finals elnevezésű tornán az elődöntőig jutott, ott azonban hiába dobott 108-as körátlagot, 11–6-ra kikapott a későbbi győztes Gerwyn Price-tól. Október közepén hivatalossá vált, hogy Gary Andersonnal nem indulnak a novemberben megrendezendő csapat világbajnokságon. 2020 októberének végén, novemberének elején rendezték meg az European Championship amelynek döntőjében Wright James Wade-del találkozott és győzött 11–4 arányba, 104,33-as körátlagot elérve. Grand Slam of Darts-on viszont Wright gyengén szerepelt, nem jutott tovább a csoportkörből, miután az utolsó mérkőzésén 2–5-re kikapott Devon Petersentől. Wright a következő héten szerencsésebb volt, amikor a Players Championship Finals elődöntőjébe jutott, így ő lett a történelemben mindössze a harmadik játékos (Michael van Gerwen és Phil Taylor után), aki a PDC Order of Merit ranglistán meghaladta az 1 000 000 fontot.

### 2021-es szezon: újabb csapatvilágbajnoki cím, World Matchplay és Players Championship Finals győzelem
A 2021-es PDC-dartsvilágbajnokság címvédőként nagy meglepetésre már a harmadik fordulóban kiesett, ahol a német Gabriel Clemenstől kapott ki döntő legben 4–3 arányban. Júliusban Wright először nyerte meg a World Matchplayt egy olyan domináns teljesítményt nyújtva, amelyben mind az öt mérkőzését legalább hat leggel nyerte meg, és végig 100 fölötti átlagot produkált. A torna alatt legyőzte Danny Noppertet, Joe Cullent, Michael Smitht, Michael van Gerwent és végül a címvédő Dimitri van den Berghet (a döntőben 18–9-re győzve). A szeptemberben megrendezett World Cup of Dartson ezúttal John Hendersonnal képviselte Skóciát. A döntőben a Mensur Suljovićcsal és Rowby-John Rodriguezzel felálló Ausztriát győzték le 3–1 arányban. Wrightnak ez volt a második csapatvilágbajnoki címe. Ezzel Wright lett a második játékos, akinek két különböző partnerrel is sikerül elnyernie a World Cup of Darts kupáját. Ezt követően egy balszerencsésebb időszak következett Wright számára – beleértve a Grand Prix-n Rob Cross elleni első körös vereséget – a harmadik Grand Slam of Darts-döntővel ért véget, ahol José de Sousát, Fallon Sherrockot és Michael Smitht győzte le a kieséses körben (utóbbit 8–12-es hátrányból 16–12-re nyerte), mielőtt ismét kikapott a döntőben Gerwyn Pricetól. A következő héten Wright megnyerte első Players Championship Finals címét, miután a van Gerwen és Jonny Clayton elleni kényelmes győzelmeket követően a döntőben Ryan Searle ellen aratott döntő leges győzelemmel diadalmaskodott. Ezzel teljessé vált Wright azon sorozata, hogy minden aktív PDC major torna döntőjébe bejutott karrierje során, és ez volt az ötödik győzelme két év alatt.

### 2022-es szezon: a második világbajnoki cím
A 2022-es PDC-dartsvilágbajnokságot meggyőző, 3–0-s győzelemmel kezdte az angol Ryan Meikle ellen. A harmadik fordulóban 2–0-s hátrányból küzdötte vissza magát nyílcserét követően, és végül 4–2-re legyőzte az ausztrál Damon Hetát. Ezután 4–1-re legyőzte Ryan Searle-t a legjobb 16 között, majd 4–3-s hátrányból felállva hosszabbításban 5–4 arányban legyőzte Callan Rydz-t, és bejutott a legjobb 4 közé. Az elődöntőben 6–4-re legyőzte Gary Andersont, így pályafutása során harmadszor jutott a döntőbe. Wright a döntőben 7–5-re legyőzte Michael Smith-t, ezzel megnyerte második világbajnoki címét.

## Színpadi megjelenése

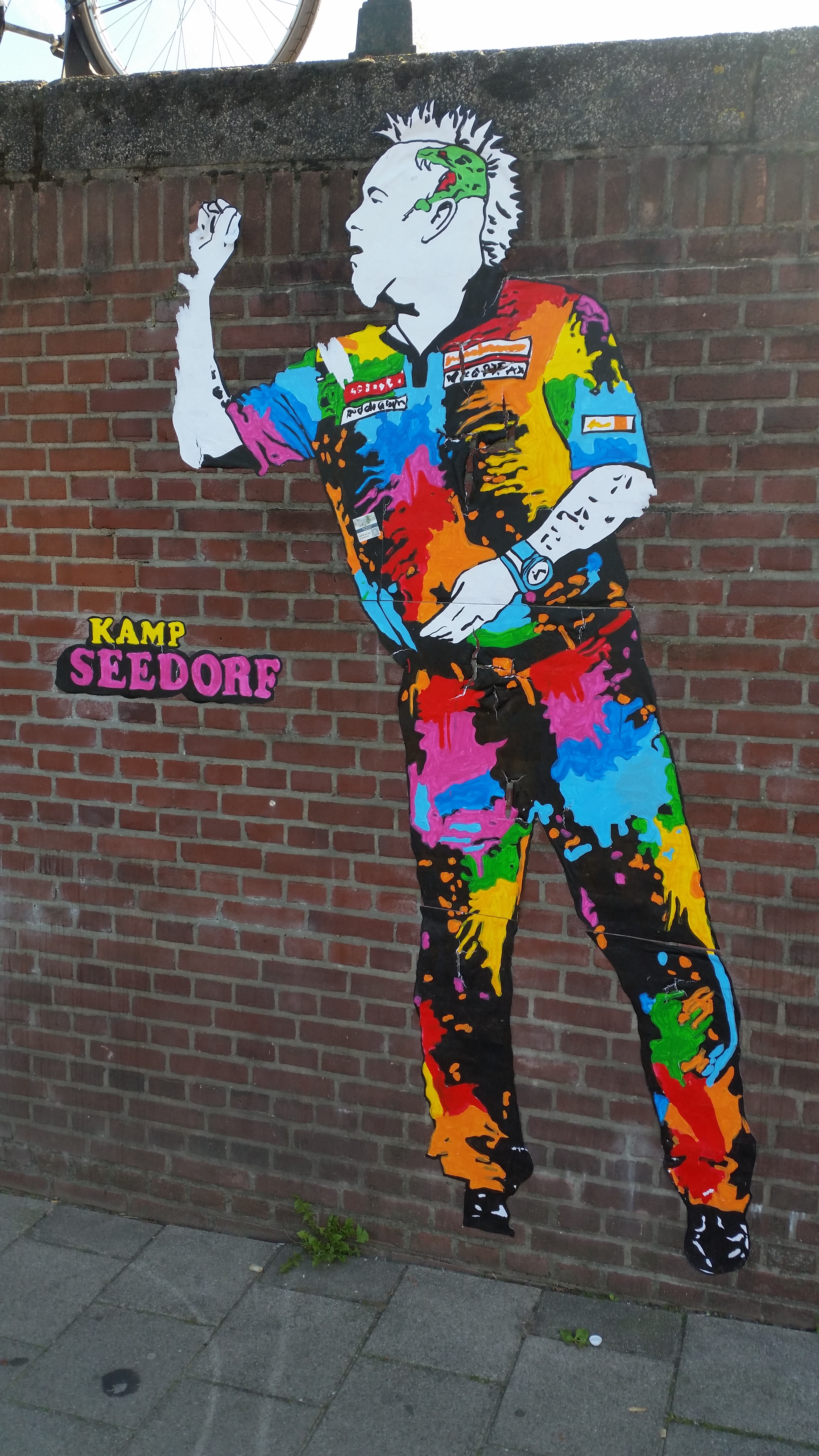
Kamp Seedorf falfestménye Wrightról, amely a mohikán hajviseletét, kígyótetoválását és színes mezét ábrázolja

Wright a szokatlan színpadi megjelenésével vált különösen ismertté. Színes, „mohikán” stílusú hajviselettel és extravagáns öltözékben lép színpadra a versenyeken, amely minden versenynapon más-más színekben pompázik. A haját fodrász felesége készíti el közel két óra alatt, de a lánya is sok inspirációt ad egy-egy új variációhoz. Általában egy kígyó van festve fejének egyik oldalára, amely a becenevét is ihlette. Wright a kinézetét a harci öltözethez hasonlítja, ami csatába induláshoz szükséges a számára, mivel egyébként a színpadon kívül félénknek, bátortalannak tartja magát. Korábban speciális nyilakat használt, amik a fénytől függően változtatták a színüket. Wright ismert arról, hogy gyakran változtatja a nyilait, mivel folyton zavarja az adott nyilának súlya, röpte vagy a törzse. A 2014-es világbajnokság során, ahol végül döntőbe jutott, minden körben más típusú nyilakat használt.
Minden meccse előtt egy oldalra lépegetős sasszétáncot mutat be a színpad elejétől a végéig, bevonulózenéjére, Pitbull "Don't Stop the Party" című dalára. Amikor a harmadik nyilát duplára dobja, gyakran ellép a porondról, hogy a közönséget nagyobb zajcsapásra buzdítsa. Egy Premier League-meccsen rogyasztott térdekkel dobta el az egyik nyilát, hogy ezzel mutatványt hajtson végre. Ezekért a „showman” akcióiért korábban több negatív kritikát is kapott, például két világbajnoktól, Adrian Lewistól és Michael van Gerwentől, akik ezt kezdetben tiszteletlenségnek nevezték. Wright ezzel kapcsolatban azt nyilatkozta, hogy az ő munkája a szórakoztatás, és továbbra is így fog játszani.

## Magánélete
1970. március 7-én született a skóciai Livingstonban. Édesanyja fiatalon szülte meg, ezért családja el akarta venni tőle fiát, ami miatt Londonba költözött újszülött gyermekével. Szegénységben nőtt fel, anyja egyedül nevelte, miután édesapja kétéves korában elhunyt. Dartsozni otthonában kezdett tizenhárom évesen, illetve a kocsmákba járt és az ottani csapatokban játszott. Miután az 1995-ös BDO-világbajnokságon kiesett az első körben, tíz évre felhagyott a versenyszerű játékkal, gyakran alkalmi munkából élt. 2007-ben, már nős emberként, felesége támogatásával kezdett újra dartsversenyeken indulni, amit neje a fodrászüzletének bevételéből támogatott. A 2014-es PDC-dartsvilágbajnokságot megelőzően elgondolkozott azon, hogy anyagi gondjaik miatt másodszorra is felhagy a versenyszerű játékkal, végül a világbajnoki döntős szereplésért járó pénzdíjnak is köszönhetően folytatta pályafutását.
| „              | A lakbér és rezsi kifizetése után heti tizennégy fontunk maradt, nagyon be kellett osztanunk a pénzt feleségemmel, Joanne-nal. Egyik este a tévében dartsot néztünk, én pedig folyamatosan mondtam Jo-nak, hogy kit, hol, mikor győztem le. Erre azt válaszolta, hogy nekem a darts [az] életem, tegyek fel mindent a sportra, legyek profi, koncentráljak csak a versenyekre. | ” |
| – Peter Wright | |   |

A 2018-as PDC-dartsvilágbajnokságot megelőzően epekővel műtötték, a tornán azonban fájdalmai ellenére is elindult. Extravagáns hajviseletéről és ruházatáról úgy nyilatkozott, hogy ezzel részben önbizalomhiányát palástolja.

## Világbajnoki szereplései

### BDO
- 1995: Első kör (vereség  Richie Burnett ellen 1–3)

### PDC
| Eredmény     | Sorszám | Év   | Ellenfél                 |
| ------------ | ------- | ---- | ------------------------ |
| Első kör     | 1.      | 2010 | Micheal van Gerwen (1–3) |
| Harmadik kör | 2.      | 2011 | Phil Taylor (1–4)        |
| Első kör     | 3.      | 2012 | Jelle Klaasen (1–3)      |
| Második kör  | 4.      | 2013 | Michael van Gerwen (2–4) |
| Döntő        | 5.      | 2014 | Michael van Gerwen (4–7) |
| Negyeddöntő  | 6.      | 2015 | Gary Anderson (1–5)      |
| Negyeddöntő  | 7.      | 2016 | Adrian Lewis (2–5)       |
| Elődöntő     | 8.      | 2017 | Gary Anderson (3–6)      |
| Második kör  | 9.      | 2018 | Jamie Lewis (1–4)        |
| Második kör  | 10.     | 2019 | Toni Alcinas (1–3)       |
| Győztes      | 11.     | 2020 | Michael van Gerwen (7–3) |
| Harmadik kör | 12.     | 2021 | Gabriel Clemens (3–4)    |
| Győztes      | 13.     | 2022 | Michael Smith (7–5)      |
| Harmadik kör | 14.     | 2023 | Kim Huybrechts (1–4)     |
| Második kör  | 15.     | 2024 | Jim Williams (0–3)       |
| Negyeddöntő  | 16.     | 2025 | Stephen Bunting (2–5)    |

## Döntői

### PDC nagytornák: 19 döntős szereplés
| Történet                          |
| PDC Világbajnokság (2–1)          |
| UK Open (1–2)                     |
| Premier League Darts (0–1)        |
| World Matchplay (1–1)             |
| Grand Slam of Darts (0–3)         |
| Champions League of Darts (0–2)   |
| World Grand Prix (0–1)            |
| Európa-bajnokság (2–0)            |
| Players Championship Finals (1–0) |
| The Masters (1–0)                 |

| Eredmény | Sorszám | Év   | Bajnokság                   | Ellenfél a döntőben   | Pontok    |
| Döntős   | 1.      | 2014 | PDC Világbajnokság          | Michael van Gerwen    | 4–7 (sz)  |
| Döntős   | 2.      | 2015 | UK Open                     | Michael van Gerwen    | 5–11 (l)  |
| Döntős   | 3.      | 2016 | UK Open                     | Michael van Gerwen    | 4–11 (l)  |
| Győztes  | 1.      | 2017 | UK Open                     | Gerwyn Price          | 11–6 (l)  |
| Döntős   | 4.      | 2017 | Premier League              | Michael van Gerwen    | 10–11 (l) |
| Döntős   | 5.      | 2017 | World Matchplay             | Phil Taylor           | 8–18 (l)  |
| Döntős   | 6.      | 2017 | Grand Slam of Darts         | Michael van Gerwen    | 12–16 (l) |
| Döntős   | 7.      | 2018 | Champions League of Darts   | Gary Anderson         | 4–11 (l)  |
| Döntős   | 8.      | 2018 | World Grand Prix            | Michael van Gerwen    | 2–5 (sz)  |
| Döntős   | 9.      | 2019 | Champions League of Darts   | Michael van Gerwen    | 10–11 (l) |
| Döntős   | 10.     | 2019 | Grand Slam of Darts         | Gerwyn Price          | 6–16 (l)  |
| Győztes  | 2.      | 2020 | PDC Világbajnokság          | Michael van Gerwen    | 7–3 (sz)  |
| Győztes  | 3.      | 2020 | The Masters                 | Michael Smith         | 11–10 (l) |
| Győztes  | 4.      | 2020 | Európa-bajnokság            | James Wade            | 11–4 (l)  |
| Győztes  | 5.      | 2021 | World Matchplay             | Dimitri Van den Bergh | 18–9 (l)  |
| Döntős   | 11.     | 2021 | Grand Slam of Darts         | Gerwyn Price          | 8–16 (l)  |
| Győztes  | 6.      | 2021 | Players Championship Finals | Ryan Searle           | 11–10 (l) |
| Győztes  | 7.      | 2022 | PDC Világbajnokság          | Michael Smith         | 7–5 (sz)  |
| Győztes  | 8.      | 2023 | Európa-bajnokság            | James Wade            | 11–6 (l)  |

### PDC World Series of Darts tornák: 9 döntős szereplés
| Történet                           |
| World Series of Darts Finals (0–2) |
| World Series of Darts (4–3)        |

| Eredmény | Sorszám | Év   | Bajnokság                    | Ellenfél a döntőben | Pontok    |
| Döntős   | 1.      | 2014 | Dubai Darts Masters          | Michael van Gerwen  | 7–11 (l)  |
| Döntős   | 2.      | 2015 | Japan Darts Masters          | Phil Taylor         | 7–8 (l)   |
| Döntős   | 3.      | 2015 | World Series of Darts Finals | Michael van Gerwen  | 10–11 (l) |
| Döntős   | 4.      | 2016 | World Series of Darts Finals | Michael van Gerwen  | 9–11 (l)  |
| Döntős   | 5.      | 2017 | Melbourne Darts Masters      | Phil Taylor         | 8–11 (l)  |
| Győztes  | 1.      | 2017 | German Darts Masters         | Phil Taylor         | 11–4 (l)  |
| Győztes  | 2.      | 2018 | Melbourne Darts Masters      | Michael Smith       | 11–8 (l)  |
| Győztes  | 3.      | 2019 | German Darts Masters         | Gabriel Clemens     | 8–6 (l)   |
| Győztes  | 4.      | 2023 | Nordic Darts Masters         | Gerwyn Price        | 11–5 (l)  |

### PDC csapatversenyek: 5 döntős szereplés
| Eredmény | Sorszám | Év   | Bajnokság          | Ország | Csapattárs     | Ellenfél a döntőben                                     | Pontok   |
| Döntős   | 1.      | 2015 | World Cup of Darts | Skócia | Gary Anderson  | Anglia (Phil Taylor és Adrian Lewis)                    | 2–3 (m)  |
| Döntős   | 2.      | 2018 | World Cup of Darts | Skócia | Gary Anderson  | Hollandia (Michael van Gerwen és Raymond van Barneveld) | 1–3 (m)  |
| Győztes  | 1.      | 2019 | World Cup of Darts | Skócia | Gary Anderson  | Írország (William O'Connor és Steve Lennon)             | 3–1 (m)  |
| Győztes  | 2.      | 2021 | World Cup of Darts | Skócia | John Henderson | Ausztria (Mensur Suljović és Rowby-John Rodriguez)      | 3–1 (m)  |
| Döntős   | 3.      | 2023 | World Cup of Darts | Skócia | Gary Anderson  | Wales (Gerwyn Price és Jonny Clayton)                   | 2–10 (l) |

1. 1 2 3  (l) = pontszám legekben, (sz) = pontszám szettekben, (m) = pontszám mérkőzésekben.

## Statisztikája szezononként
BDO
| BDO Világbajnokság   | 1k | Nem szerepelt | Nem szerepelt | Nem szerepelt | Nem szerepelt | Nem szerepelt | Nem szerepelt | Nem szerepelt | Nem szerepelt | Nem szerepelt |
| Winmau World Masters | 1k | Nem szerepelt | Nem szerepelt | Nem szerepelt | Nem szerepelt | Nem szerepelt | 2k            |               |               |               |

PDC
| Torna                           | 2005          | 2006          | 2007          | 2008          | 2009          | 2010          | 2011          | 2012          | 2013          | 2014          | 2015          | 2016          | 2017          | 2018          | 2019          | 2020          | 2021          | 2022          | 2023          | 2024          | 2025          |
| ------------------------------- | ------------- | ------------- | ------------- | ------------- | ------------- | ------------- | ------------- | ------------- | ------------- | ------------- | ------------- | ------------- | ------------- | ------------- | ------------- | ------------- | ------------- | ------------- | ------------- | ------------- | ------------- |
| Televíziós nagytornák           |               |               |               |               |               |               |               |               |               |               |               |               |               |               |               |               |               |               |               |               |               |
| PDC Világbajnokság              | Nem szerepelt | Nem szerepelt | Nem szerepelt | Nem szerepelt | Nem szerepelt | 1k            | 3k            | 1k            | 2k            | D             | ND            | ND            | ED            | 2k            | 2k            | Gy            | 3k            | Gy            | 3k            | 2k            | ND            |
| PDC World Masters               | Nem szerepelt | Nem szerepelt | Nem szerepelt | Nem szerepelt | Nem szerepelt | Nem szerepelt | Nem szerepelt | Nem szerepelt | 1k            | 1k            | ND            | ND            | ND            | ND            | ED            | Gy            | ED            | 2k            | ED            | ND            | 2k            |
| UK Open                         | 3k            | Nem szerepelt | Nem szerepelt | Nem szerepelt | 3k            | 3k            | 5k            | 5k            | ED            | 4k            | D             | D             | Gy            | 3k            | 4k            | 6k            | 4k            | 6k            | 6k            | 6k            | 4k            |
| World Matchplay                 | Nem szerepelt | Nem szerepelt | Nem szerepelt | Nem szerepelt | 1k            | N/S           | 1k            | N/S           | 2k            | 1k            | ED            | ND            | D             | ED            | ND            | 2k            | Gy            | ND            | 2k            | 1k            |               |
| World Grand Prix                | Nem szerepelt | Nem szerepelt | Nem szerepelt | Nem szerepelt | Nem szerepelt | Nem szerepelt | 1k            | N/S           | 1k            | 2k            | 1k            | 1k            | ND            | D             | 2k            | 1k            | 1k            | ED            | ND            | 1k            |               |
| Európa-bajnokság                | Nem szerepelt | Nem szerepelt | Nem szerepelt | Nem szerepelt | Nem szerepelt | Nem szerepelt | ND            | N/S           | 1k            | ND            | ED            | ED            | ND            | 2k            | 1k            | Gy            | 1k            | ND            | Gy            | 1k            |               |
| Grand Slam of Darts             | Nem szerepelt | Nem szerepelt | Nem szerepelt | Nem szerepelt | Nem szerepelt | Nem szerepelt | Nem szerepelt | Nem szerepelt | Csk           | 2k            | 2k            | ED            | D             | 2k            | D             | Csk           | D             | Csk           | Csk           | Csk           |               |
| Players Championship Finals     | Nem szerepelt | Nem szerepelt | Nem szerepelt | Nem szerepelt | Nem szerepelt | 1k            | 2k            | ND            | 2k            | 2k            | 2k            | ED            | 1k            | 3k            | 1k            | ED            | Gy            | N/S           | N/S           | 1k            |               |
| Egyéb televíziós tornák         |               |               |               |               |               |               |               |               |               |               |               |               |               |               |               |               |               |               |               |               |               |
| Premier League Darts            | Nem szerepelt | Nem szerepelt | Nem szerepelt | Nem szerepelt | Nem szerepelt | Nem szerepelt | Nem szerepelt | Nem szerepelt | Nem szerepelt | 5.            | 9.            | 5.            | D             | 7.            | 8.            | ED            | 7.            | 5.            | 8.            | 8.            | N/S           |
| Champions League of Darts       | Nem szerepelt | Nem szerepelt | Nem szerepelt | Nem szerepelt | Nem szerepelt | Nem szerepelt | Nem szerepelt | Nem szerepelt | Nem szerepelt | Nem szerepelt | Nem szerepelt | Csk           | Csk           | D             | D             | Nem szerepelt | Nem szerepelt | Nem szerepelt | Nem szerepelt | Nem szerepelt | Nem szerepelt |
| World Cup of Darts              | Nem szerepelt | Nem szerepelt | Nem szerepelt | Nem szerepelt | Nem szerepelt | Nem szerepelt | Nem szerepelt | 2k            | N/S           | ND            | D             | N/S           | 1k            | D             | Gy            | N/S           | Gy            | ND            | D             | ED            | 2k            |
| World Series of Darts Finals    | Nem szerepelt | Nem szerepelt | Nem szerepelt | Nem szerepelt | Nem szerepelt | Nem szerepelt | Nem szerepelt | Nem szerepelt | Nem szerepelt | Nem szerepelt | D             | D             | ND            | 2k            | 2k            | ED            | 2k            | 2k            | ED            | ED            |               |
| Megszűnt nagytornák             |               |               |               |               |               |               |               |               |               |               |               |               |               |               |               |               |               |               |               |               |               |
| Las Vegas Desert Classic        | Nem szerepelt | Nem szerepelt | Nem szerepelt | Nem szerepelt | 1k            | Nem szerepelt | Nem szerepelt | Nem szerepelt | Nem szerepelt | Nem szerepelt | Nem szerepelt | Nem szerepelt | Nem szerepelt | Nem szerepelt | Nem szerepelt | Nem szerepelt | Nem szerepelt | Nem szerepelt | Nem szerepelt | Nem szerepelt | Nem szerepelt |
| Championship League             | Nem szerepelt | Nem szerepelt | Nem szerepelt | Nem szerepelt | Nem szerepelt | Nem szerepelt | Nem szerepelt | Csk           | Csk           | Nem szerepelt | Nem szerepelt | Nem szerepelt | Nem szerepelt | Nem szerepelt | Nem szerepelt | Nem szerepelt | Nem szerepelt | Nem szerepelt | Nem szerepelt | Nem szerepelt | Nem szerepelt |
| Összesített statisztika         |               |               |               |               |               |               |               |               |               |               |               |               |               |               |               |               |               |               |               |               |               |
| Év-végi világranglista-helyezés | –             | –             | –             | 171           | 50            | 33            | 29            | 26            | 7             | 5             | 4             | 3             | 2             | 3             | 7             | 2             | 2             | 2             | 8             | 12            |               |

PDC European Tour-sorozat
| Szezon | 1      | 2      | 3       | 4       | 5      | 6       | 7      | 8      | 9       | 10      | 11     | 12     | 13     | 14  |
| ------ | ------ | ------ | ------- | ------- | ------ | ------- | ------ | ------ | ------- | ------- | ------ | ------ | ------ | --- |
| 2012   | ADO 2k | GDC 2k | EDO 1k  | GDM 1k  | DDM 1k |         |        |        |         |         |        |        |        |     |
| 2013   | UKM 1k | EDT 3k | EDO ED  | ADO 2k  | GDT 3k | GDC D   | GDM 3k | DDM ND |         |         |        |        |        |     |
| 2014   | GDC 2k | DDM 2k | GDM 2k  | ADO ED  | GDT 2k | EDO Gy  | EDG 2k | EDT ND |         |         |        |        |        |     |
| 2015   | GDC 3k | GDT 2k | GDM ED  | DDM 2k  | IDO 3k | EDO 2k  | EDT ED | EDM ND | EDG D   |         |        |        |        |     |
| 2016   | DDM 3k | GDM D  | GDT ND  | EDM ED  | ADO ND | EDO D   | IDO 3k | EDT ND | EDG D   | GDC 3k  |        |        |        |     |
| 2017   | GDC Gy | GDM ND | GDO Gy  | EDG Gy  | GDT ED | EDM 3k  | ADO 2k | EDO Gy | DDM ED  | GDG 2k  | IDO Gy | EDT 3k |        |     |
| 2018   | EDO D  | GDG D  | GDO 2k  | ADO 2k  | EDG 3k | DDM ND  | GDT ND | DDO ND | EDM N/S | GDC N/S | DDC ED | IDO 2k | EDT 2k |     |
| 2019   | EDO ED | GDC ND | GDG 2k  | GDO 3k  | ADO ND | EDG D   | DDM ND | DDO 3k | CDO 2k  | ADC ED  | EDM 2k | IDO ED | GDT ND |     |
| 2020   | BDC ED | GDC 3k | EDG N/S | IDO N/S |        |         |        |        |         |         |        |        |        |     |
| 2021   | HDT ND | GDT 2k |         |         |        |         |        |        |         |         |        |        |        |     |
| 2022   | IDO D  | GDC ND | GDG 2k  | ADO 2k  | EDO 2k | CDO N/S | EDG ED | DDC 3k | EDM N/S | HDT 2k  | GDO Gy | BDO 2k | GDT D  |     |
| 2023   | BSD 3k | EDO 2k | IDO ND  | GDG 2k  | ADO 2k | DDC ND  | BDO 2k | CDO Gy | EDG N/S | EDM N/S | GDO 2k | HDT 3k | GDC D  |     |
| 2024   | BDO 3k | GDG 2k | IDO 1k  | EDG 1k  | ADO 3k | BSD 2k  | DDC 2k | EDO 3k | GDC Gy  | FDT ND  | HDT 3k | SDT 1k | CDO 2k |     |
| 2025   | BDO 2k | EDT 2k | IDO ND  | GDG ND  | ADO 3k | EDG ND  | DDC 2k | EDO 3k | BSD     | FDT     | CDO    | HDT    | SDT    | GDC |

| Jelmagyarázat | Jelmagyarázat          | Jelmagyarázat | Jelmagyarázat                                                                | Jelmagyarázat | Jelmagyarázat            | Jelmagyarázat | Jelmagyarázat          | Jelmagyarázat | Jelmagyarázat        | Jelmagyarázat | Jelmagyarázat      |
| ------------- | ---------------------- | ------------- | ---------------------------------------------------------------------------- | ------------- | ------------------------ | ------------- | ---------------------- | ------------- | -------------------- | ------------- | ------------------ |
| N/S           | Nem szerepelt a tornán | #k            | a verseny korai köreiben esett ki (#k = szabadkártyás kör, Csk = csoportkör) | ND            | kiesett a negyeddöntőben | ED            | kiesett az elődöntőben | D             | elvesztette a döntőt | Gy            | megnyerte a tornát |

## További tornagyőzelmei
| Players Championships - Players Championship (BAR): 2015, 2016, 2018, 2019 (x3), 2021, 2022 - Players Championship (COV): 2015 (x2), 2020, 2021 - Players Championship (CRA): 2013, 2014 - Players Championship (MK): 2017, 2020, 2021 (x2) - Players Championship (NIE): 2020 - Players Championship (WIG): 2018, 2020 - Killarney Pro Tour: 2012 UK Open Regionals/Qualifiers - UK Open Qualifier: 2017 (x3) World Series of Darts Events - German Darts Masters: 2017, 2019 - Melbourne Darts Masters: 2018 - Nordic Darts Masters: 2023 | European Tour Events - Czech Darts Open: 2023 - European Darts Grand Prix: 2017 - European Darts Open: 2014, 2017 - German Darts Championship: 2017, 2024 - German Darts Open: 2017, 2022 - International Darts Open: 2017 PDC-csapatvilágbajnokság - PDC World Cup of Darts (csapat): 2019, 2021 |

## Televíziós 9 nyilasai
| Időpont             | Ellenfél     | Torna                | Kombináció                      |
| ------------------- | ------------ | -------------------- | ------------------------------- |
| 2020. augusztus 29. | Daryl Gurney | Premier League Darts | 3 x T20; 3 x T20; T20, T19, D12 |

## Fordítás
Ez a szócikk részben vagy egészben  a   Peter Wright (darts player) című angol Wikipédia-szócikk fordításán alapul.  Az eredeti cikk szerkesztőit annak laptörténete sorolja fel. Ez a jelzés csupán a megfogalmazás eredetét és a szerzői jogokat jelzi, nem szolgál a cikkben szereplő információk forrásmegjelöléseként.